# Batalha de Vesontio (68)
A Batalha de Vesontio foi um conflito em 68 d. C. em que Lucius Verginius Rufus derrotou Gaius Julius Vindex. Vindex rebelou-se contra o imperador Nero e declarou a sua lealdade a Galba. Verginius avançou contra ele e uma batalha entre as duas forças aconteceu perto de Vesontio (atual Besançon). O que ocorreu então não está claro, mas, apesar de um encontro entre Verginius e Vindex, as forças sob o comando de Verginius parecem ter decidido uma batalha sem ordens. O desejo de saque e a fraqueza de Verginius como comandante são explicações possíveis. Vindex foi derrotado na batalha resultante e posteriormente cometeu suicídio.